# Karl Witte
Johann Heinrich Friedrich Karl Witte, född 1 juli 1800 i Lochau nära Halle an der Saale, död 6 mars 1883 i Halle an der Saale, var en tysk jurist och Danteforskare.
Witte gjorde redan i barndomen stora framsteg i studier, främst i språk, blev vid 10 års ålder student och endast 13 år gammal filosofie doktor i matematik vid Göttingens universitet. Sedan han 1814–16 studerat juridik i Breslau, tillbringade han några år i Italien, där han huvudsakligen ägnade sig åt konsthistoria och italiensk litteratur. Han blev extra ordinarie professor i juridik i Breslau 1823, ordinarie professor där 1829 och i Halle 1834. Han utnämndes 1855 till geheime justitieråd. 
På det juridiska fältet författade Witte, förutom arbeten över källorna till romerska rätten och över bysantinsk rätt, Das preussische Intestaterbrecht (1838). Han översatte Giovanni Boccaccios "Decamerone" (tredje upplagan 1859) och tillsammans med Karl Ludwig Kannegießer Dante Alighieris lyriska dikter (med kommentar; andra upplagan i två band, 1842–43; senare utgiven av Berthold Wiese). 
Vidare utgav Witte en kritisk upplaga av originaltexten till Dantes "Commedia divina" (1862), en metrisk, men orimmad översättning därav jämte kommentar (1865; tredje upplagan 1876), en edition av samme skalds "La vita nuova" (1876) med mera. Han författade Danteforschungen (två band, 1869–79) och stiftade Deutsche Dante-Gesellschaft (1865).